# Kanton Fiumalto-d'Ampugnani
Fiumalto-d'Ampugnani is een voormalig kanton van het Franse departement Haute-Corse. Het kanton maakte sinds januari 2010 deel uit van het arrondissement Corte, daarvoor behoorde het tot het arrondissement Bastia. Het westelijke deel van het kanton, Ampugnani, behoort tot de streek Castagniccia. La Porta is de hoofdplaats van het kanton én van de historische hoofdplaats van de Castagniccia.
Het kanton werd opgeheven bij decreet van 13  februari 2014 met uitwerking op 22 maart 2015.

## Gemeenten
Het kanton Fiumalto-d'Ampugnani omvatte de volgende gemeenten:
- Casabianca
- Casalta
- Croce
- Ficaja
- Giocatojo
- Pero-Casevecchie
- Piano
- Poggio-Marinaccio
- Poggio-Mezzana
- Polveroso
- La Porta (hoofdplaats)
- Pruno
- Quercitello
- San-Damiano
- San-Gavino-d'Ampugnani
- Scata
- Silvareccio
- Taglio-Isolaccio
- Talasani
- Velone-Orneto